# Sawwa Mamontow

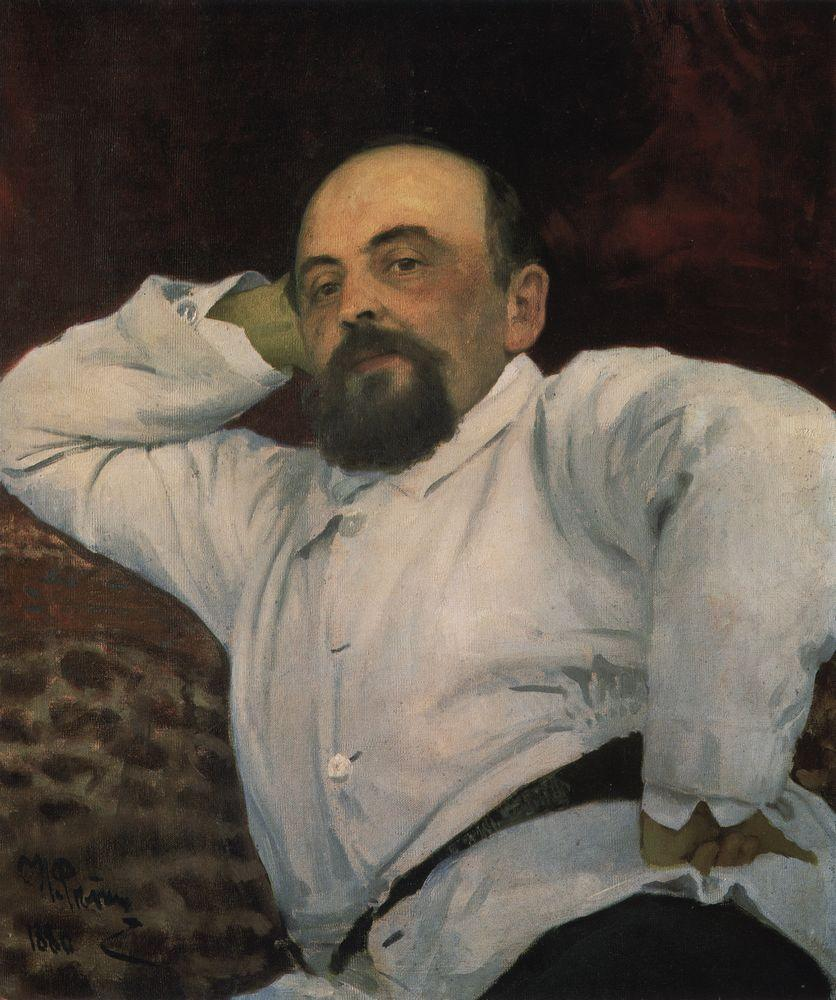
Ilja Riepin: Portret Sawwy Mamontowa (1880)

Sawwa Iwanowicz Mamontow (ros. Са́вва Ива́нович Ма́монтов) (ur. 15 października 1841 w Jałutorowsku w guberni tobolskiej, zm. 6 kwietnia 1918 w Moskwie) – rosyjski przedsiębiorca i mecenas sztuki. 
Urodził się w bogatej rodzinie kupieckiej w Jałutorowsku na zachodniej Syberii. W roku 1849 rodzina jego przeniosła się do Moskwy. Po ukończeniu szkoły średniej zapragnął poświęcić się sztukom plastycznym, lecz na żądanie ojca musiał zająć się handlem. Studiował inżynierię górniczą w Sankt Petersburgu oraz prawo na Uniwersytecie Moskiewskim.
Ojciec Sawwy, Iwan Fiodorowicz Mamontow zajmował się budową linii kolejowych, był współzałożycielem Towarzystwa Kolei Moskiewsko-Jarosławskiej.
Na polecenie ojca przeniósł się Sawwa Mamontow do Baku, gdzie objął zarząd przedsiębiorstwa handlu jedwabiami. Jednak nie przestał interesować się sztuką. W roku 1864 wyjechał na kilka lat do Włoch, gdzie rozpoczął naukę malarstwa i śpiewu. Tam poznał swoją przyszłą żonę, Jelizawetę Sapożnikową i ożenił się z nią rok później. 
Po powrocie do Moskwy zamieszkał w domu przy Sadowym Pierścieniu, który stał się miejscem spotkań młodych przeważnie artystów, w tym Ilję Riepina, Walentina Sierowa i Wiktora Wasniecowa. 
W roku 1870 nabył Mamontow posiadłość w Abramcewie 60 km na północny wschód od Moskwy i założył tam pracownię plastyczną, znaną też poza granicami Rosji. Wśród zaproszonych artystów było wielu przedstawicieli postępowych kierunków w sztuce rosyjskiej.
Po zgonie ojca w roku 1869 Sawwa Mamontow zmuszony był poświęcić więcej czasu sprawom przedsiębiorstwa, nie rezygnując jednak z mecenatu artystycznego. W 1872 roku objął stanowisko dyrektora Towarzystwa Kolei Moskiewsko-Jarosławskiej. W roku 1875 wygrał przetarg na budowę 400-kilometrowej linii kolejowej, prowadzącej do Zagłębia Donieckiego. W latach 90. przedłużył linię Moskwa-Jarosław do Wołogdy i Archangielska. 
W 1897 rok założył fabrykę wagonów kolejowych w mieście Mytiszczi pod Moskwą. 
W latach dziewięćdziesiątych XIX wieku zaczęły się trudności wynikłe z niefortunnych inwestycji, co doprowadziło w roku 1899 do niewypłacalności. Mamontow trafił nawet na kilka miesięcy do więzienia, został jednak zwolniony z braku dowodów. 
Mamontow nadal wspierał artystów związanych z Abramcewem, musiał jednak zamieszkać w skromnym domu w pobliżu Dworca Sawiołowskiego. Nie utracił posiadłości w Abramcewie, stanowiącej własność jego żony.
W kilka miesięcy po jego śmierci Abramcewo zostało przez władze bolszewickie upaństwowione i przekształcone w muzeum, kierowane początkowo przez córkę Mamontowa, Aleksandrę.